# راهول كومار (ممثل)
راهول كومار هو ممثل هندي، ولد في 9 سبتمبر 1995 في الهند.